# Пуличано (Арецо)
Пуличано је насеље у Италији у округу Арецо, региону Тоскана.
Према процени из 2011. у насељу је живело 79 становника. Насеље се налази на надморској висини од 588 м.